# Ostrá (Wielka Fatra)
Ostrá (1247 m n.p.m.) – charakterystyczny, skalisty szczyt w grupie górskiej Wielkiej Fatry w Karpatach Zachodnich na Słowacji.

## Położenie
Ostrá wznosi się w południowo-zachodniej, „turczańskiej” części Wielkiej Fatry, w końcowej części potężnego ramienia górskiego, oddzielającego się w kierunku północno-zachodnim od głównego grzbietu tych gór na szczycie Smrekov (1441 m), tuż na zachód od Kráľovej studni). Masyw Ostrej oddziela Blatnicką dolinę od doliny Konský dol. Północno-zachodni grzbiet Ostrej (Kočárová) opada do Kotliny Turczańskiej w miejscowości Blatnica.

## Geologia i morfologia
Ostrá zbudowana jest, podobnie jak sąsiednia Tlstá, z triasowych dolomitów, miejscami występują też ciemnoszare wapienie, zwane tu „guttensztajńskimi” (słow. guttensteinské vapence).
Ostrá posiada dwa wierzchołki. Zachodni (wyższy) ma formę ostrej, skalistej piramidy, najeżonej skalnymi ściankami i turniami, w których występują nawet okna skalne. Wierzchołek wschodni zwany Zadną Ostrą jest właściwym zwornikiem grzbietu. Jest dość płaski, lecz również otoczony skalnymi formacjami. Wierzchołki te oddziela Sedlo Ostrej (1200 m). Stoki góry są strome, mocno rozczłonkowane, pocięte licznymi dolinkami i żlebami, często wypełnionymi skalnym rumoszem. W wielu miejscach występują skalne ściany i stopnie. Dolny pas skał nad Doliną Blatnicką nazywany jest Słonecznymi Ścianami (słow. Slnečné steny) i stanowił od dawna teren ćwiczeń wspinaczkowych.

## Przyroda ożywiona
Masyw Ostrej w niższych partiach jest całkowicie zalesiony. Na szczycie rosną nieliczne kępy kosodrzewiny. Na stanowiskach najbardziej eksponowanych znajdują się bogate zespoły muraw naskalnych z turzycą trwałą, goździkiem lśniącym i innymi gatunkami wapieniolubnymi. Na zboczach południowych występuje bogata flora ciepłolubna, z turzycą niską, kostrzewą bladą, omanem wąskolistnym i in.
Cały masyw Ostrej objęty jest rezerwatem przyrody Tlstá.

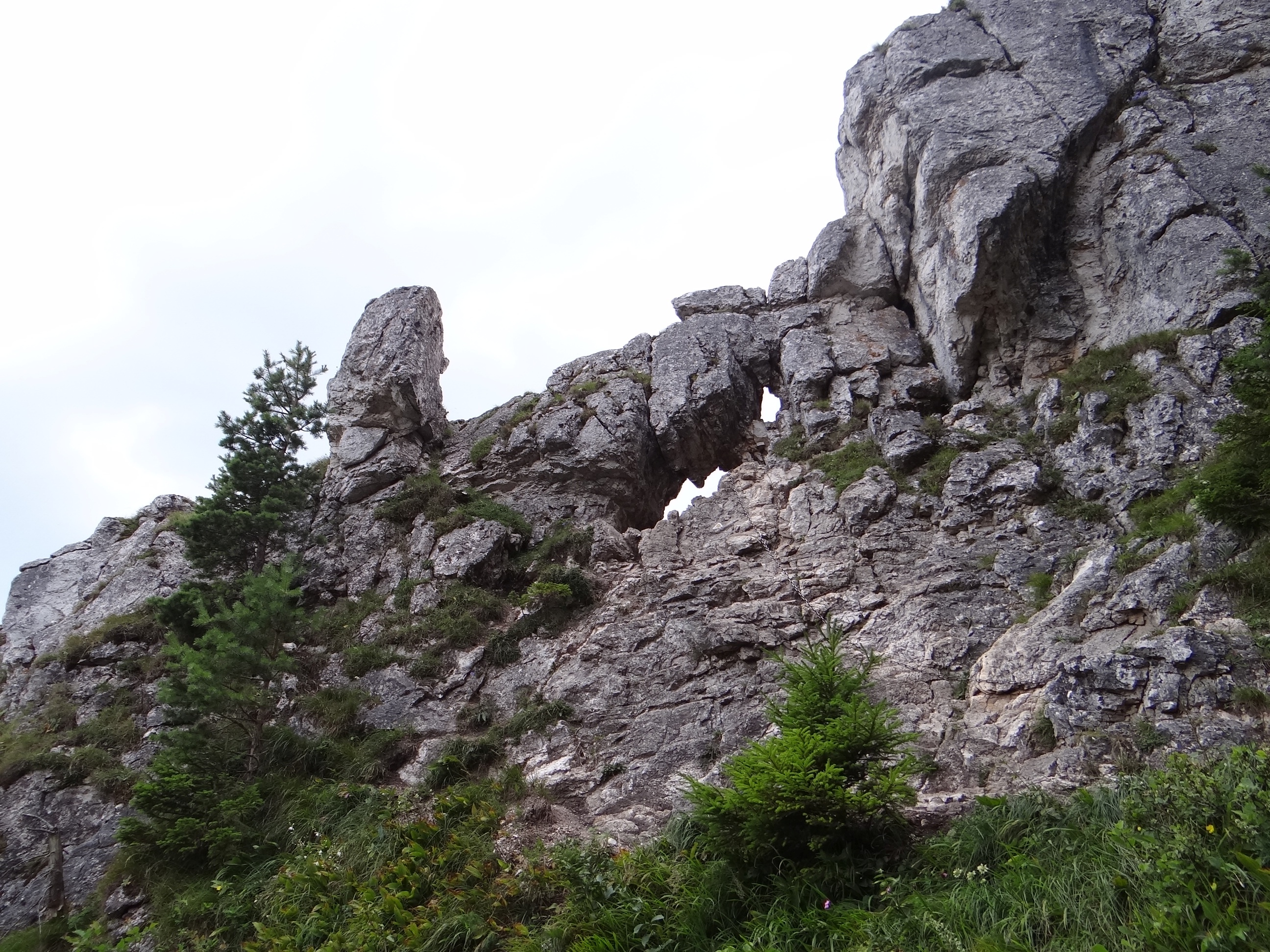
Okno skalne
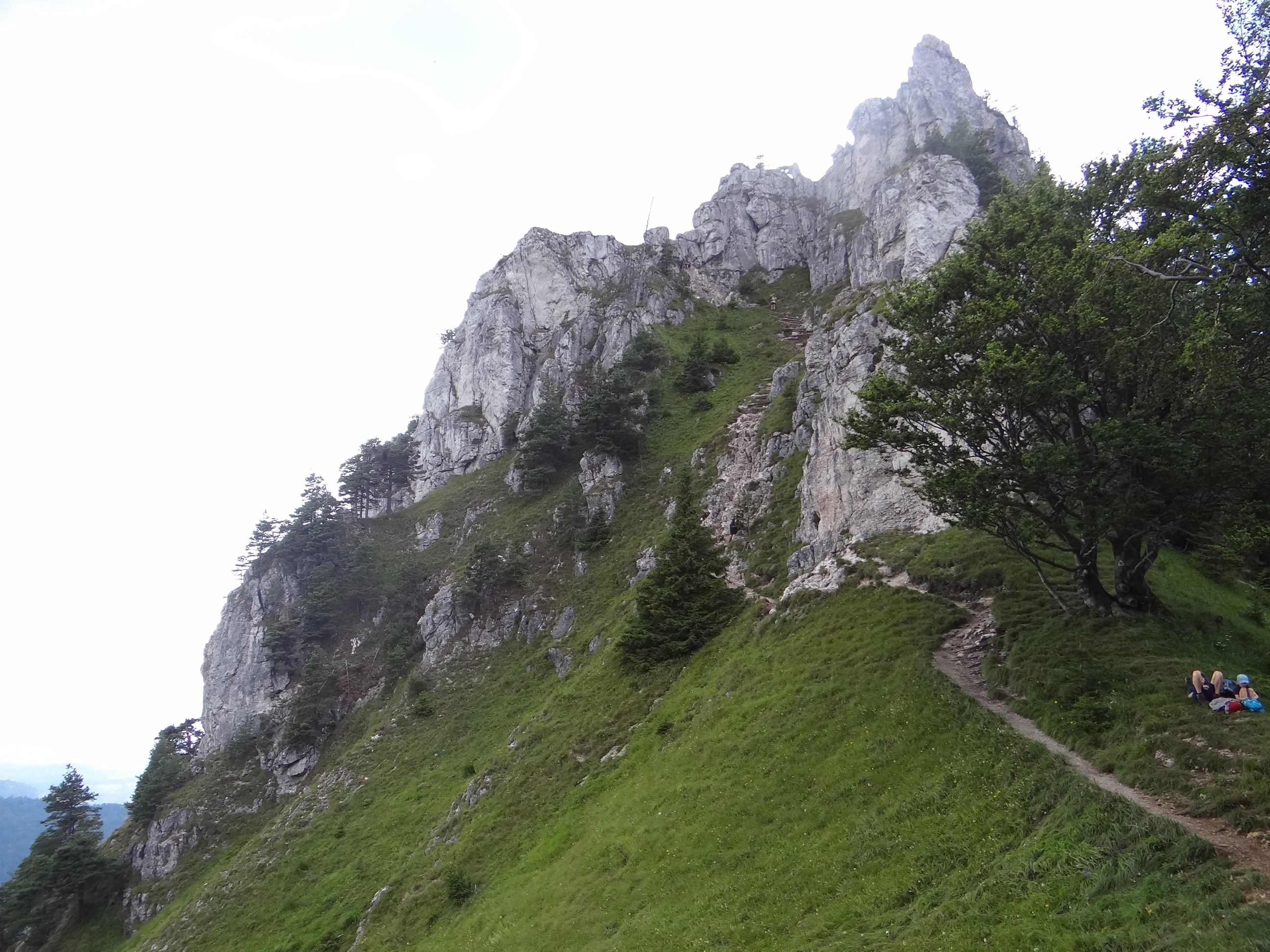
Ostrá i Sedlo Ostrej
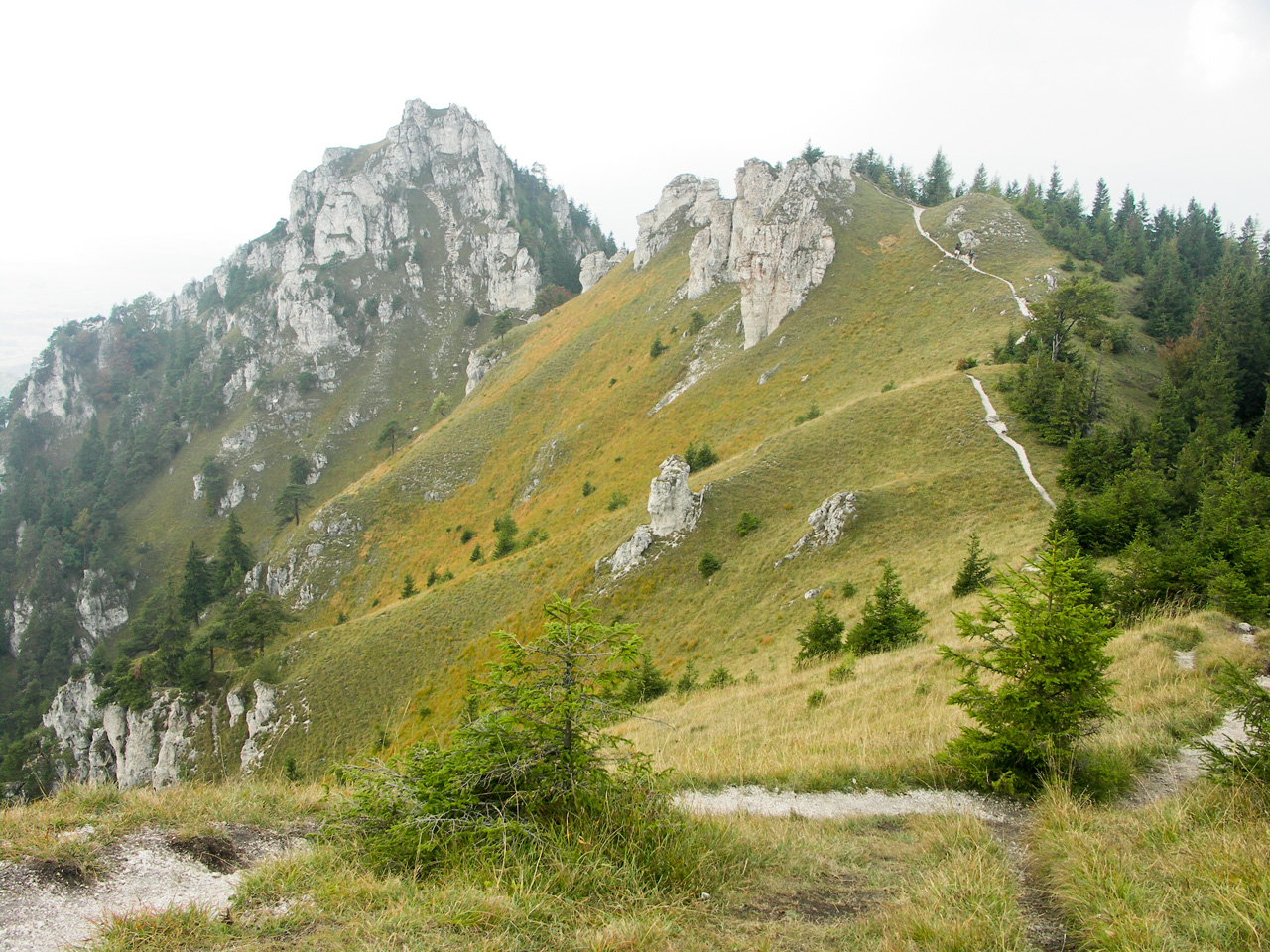
Ostrá i Zadná Ostra
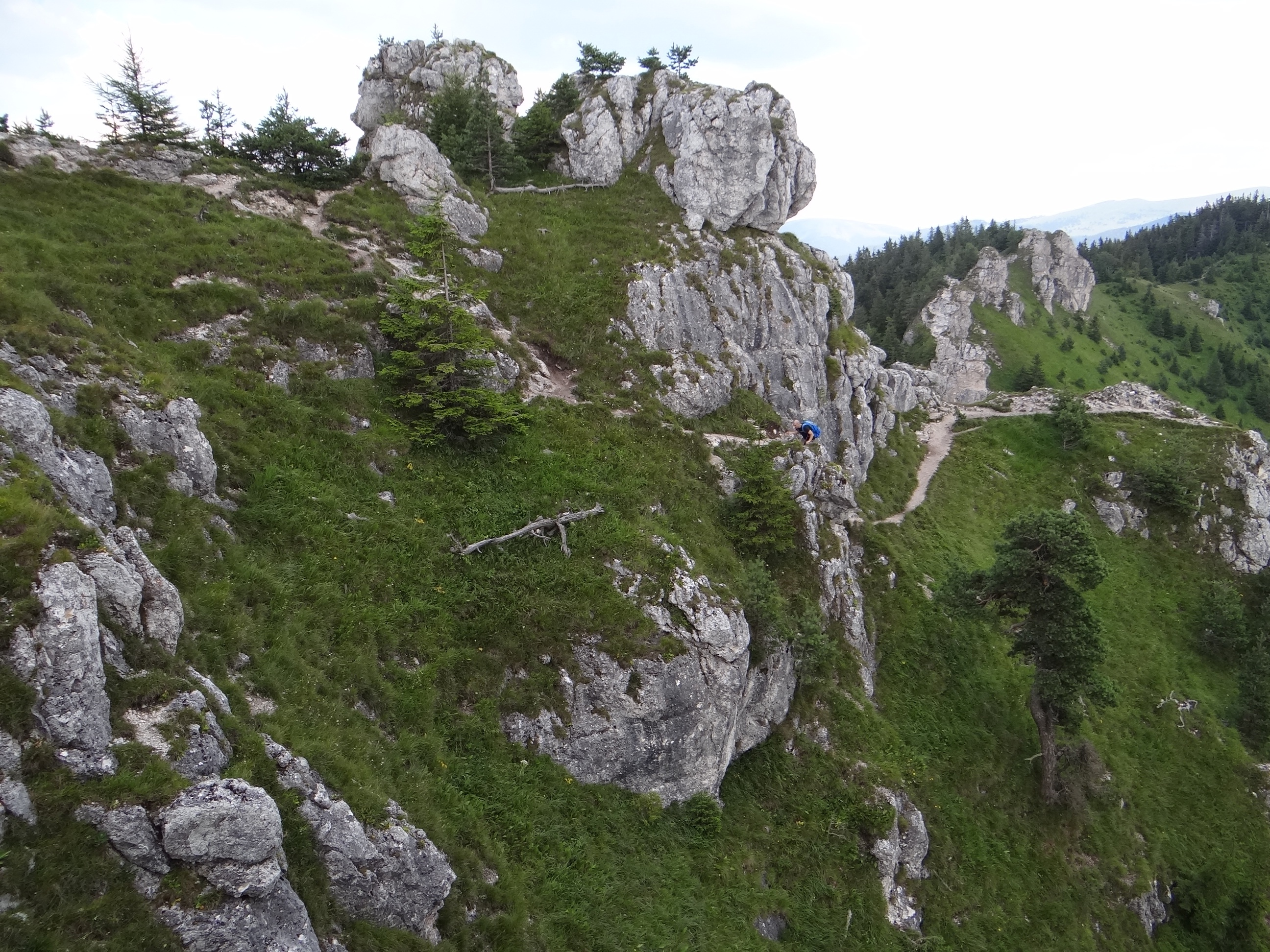
Szlak turystyczny na Ostrej
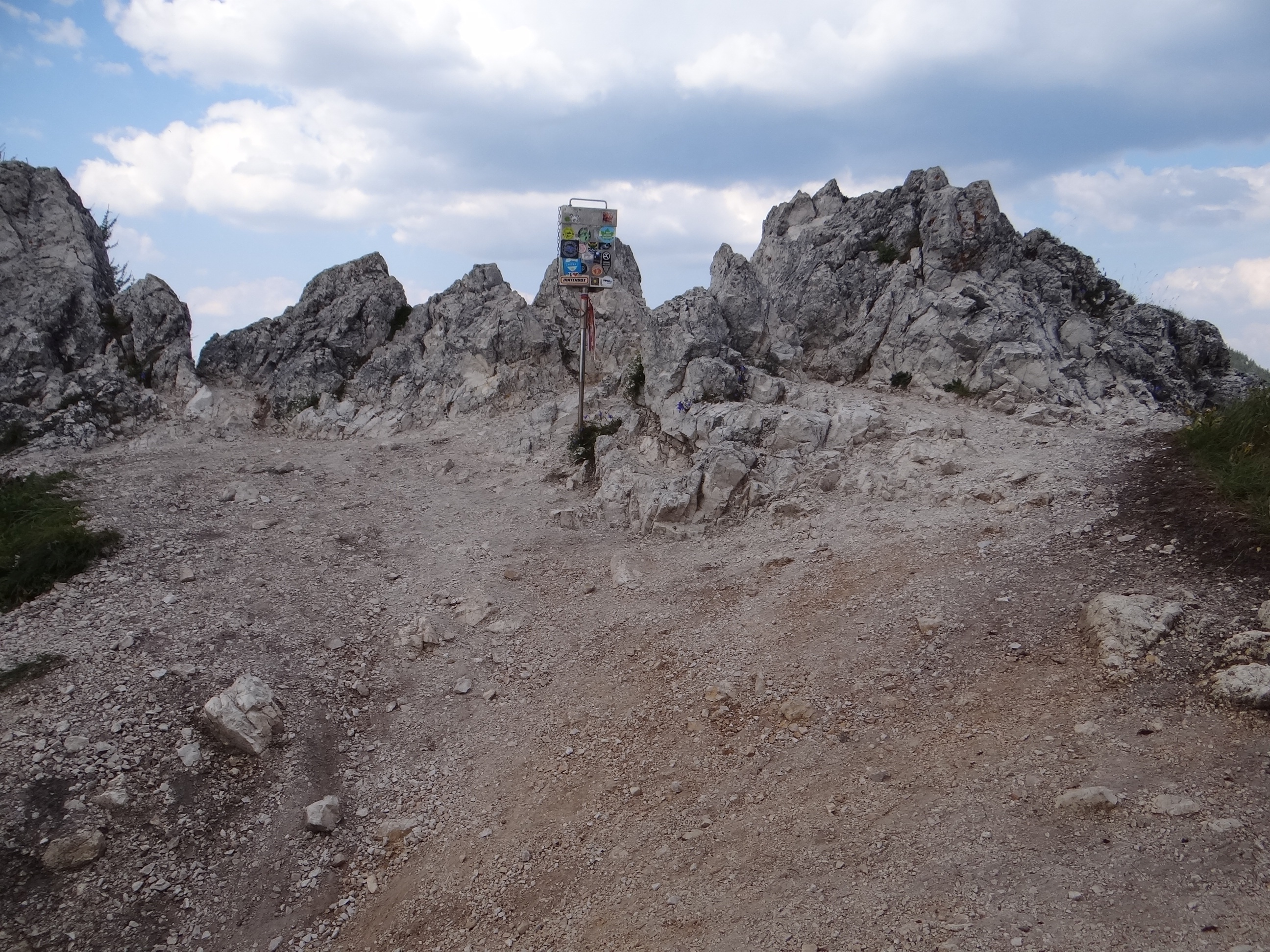
Szczyt Ostrej

## Szlaki turystyczne
Blatnica – Blatnická dolina – Konský dol, ustie – Konský dol – Muráň   Sedlo Ostrej – Ostrá. Odległość 6 km, suma podejść 762 m, suma zejść 30 m, czas przejścia 2:45 h, z powrotem 2:30 h
  Blatnica – Blatnická dolina – Juriášova dol., ustie – Juriášova dolia – Zadná Ostrá   Sedlo Ostrej – Ostrá. Odległość 6,8 km, suma podejść 827 m, suma zejść 85 m, czas przejścia 3:10 h, z powrotem 2:30 h
  Ostra – Sedlo Ostrej –  Zadná Ostrá    Bágľov kopec – Lubená – Tlstá. Odległość 4 km, suma podejść 318 m, suma zejść 192 m, czas przejścia 1:35 h, z powrotem 1:20 h